# Merla de Somàlia
La merla de Somàlia (Turdus ludoviciae) és un ocell de la família dels túrdids (Turdidae).

## Hàbitat i distribució
Habita boscos de les muntanyes del nord de Somàlia.